# 蜜絲佛陀
蜜絲佛陀（英語：Max Factor）是科蒂集團旗下的一個化妝品系列，由波蘭裔美容師马克斯·法托（原名Maksymilian Faktorowicz）於1909年創立。
早期該品牌主要專用於電影化妝。在1973年的銷量達到500萬美元之前，蜜絲佛陀公司經過該家族的幾代人經營，並成為當時的一家國際知名公司。 
寶潔公司於1991年收購該品牌。2015年6月，寶潔公司以120億美元將蜜絲佛陀及其他化妝品品牌售予科蒂集團，科蒂集團於2018年將蜜絲佛陀重新推出市場。

## 外部連結
- 官方網站 （页面存档备份，存于）
- 時裝模特指南上的蜜絲佛陀